# Marino Illescas
Marino Illescas Montaño (Écija, 5 de mayo de 2001) es un futbolista español que juega como centrocampista en el Club Deportivo Mirandés, de la Segunda División.

## Trayectoria
Nacido en Écija, se une al fútbol base del Sevilla FC en 2018 procedente del Écija Balompié. En agosto de 2020, tras finalizar su formación, firma por el Deportivo Alavés para jugar en su filial en la Segunda División B, debutando el siguiente 18 de noviembre al partir como titular en una victoria por 1-2 frente al Real Unión Club. En 2022 se marcha al Burgos CF para jugar en su filial en la Segunda Federación.
Logra debutar con el primer equipo el 15 de enero de 2023 al entrar como suplente en los minutos finales de una victoria por 2-1 frente al FC Andorra en la Segunda División de España.
El 16 de julio de 2023, firma por el Algeciras Club de Fútbol de la Primera División RFEF.
En el mercado invernal de la temporada 2023-24 se marchó cedido al C.D. Arenteiro.
El 6 de julio de 2025, pasa a formar parte de la plantilla del C.D. Mirandés.

## Clubes
Actualizado al último partido disputado el 5 de octubre de 2024.
| Club                     | País   | Año       | Partidos | Goles |
| ------------------------ | ------ | --------- | -------- | ----- |
| Écija Balompié           | España | 2017-2018 | 0        | 0     |
| Deportivo Alavés "B"     | España | 2020-2022 | 39       | 3     |
| Burgos CF Promesas       | España | 2022-2023 | 28       | 2     |
| Burgos CF                | España | 2023      | 2        | 0     |
| Algeciras Club de Fútbol | España | 2023      | 12       | 0     |
| C.D. Arenteiro (cesión)  | España | 2024      | 16       | 0     |
| Algeciras Club de Fútbol | España | 2024-2025 | 35       | 2     |
| C.D. Mirandés            | España | 2025-act. |          |       |